# Arquitectura colonial de Estados Unidos

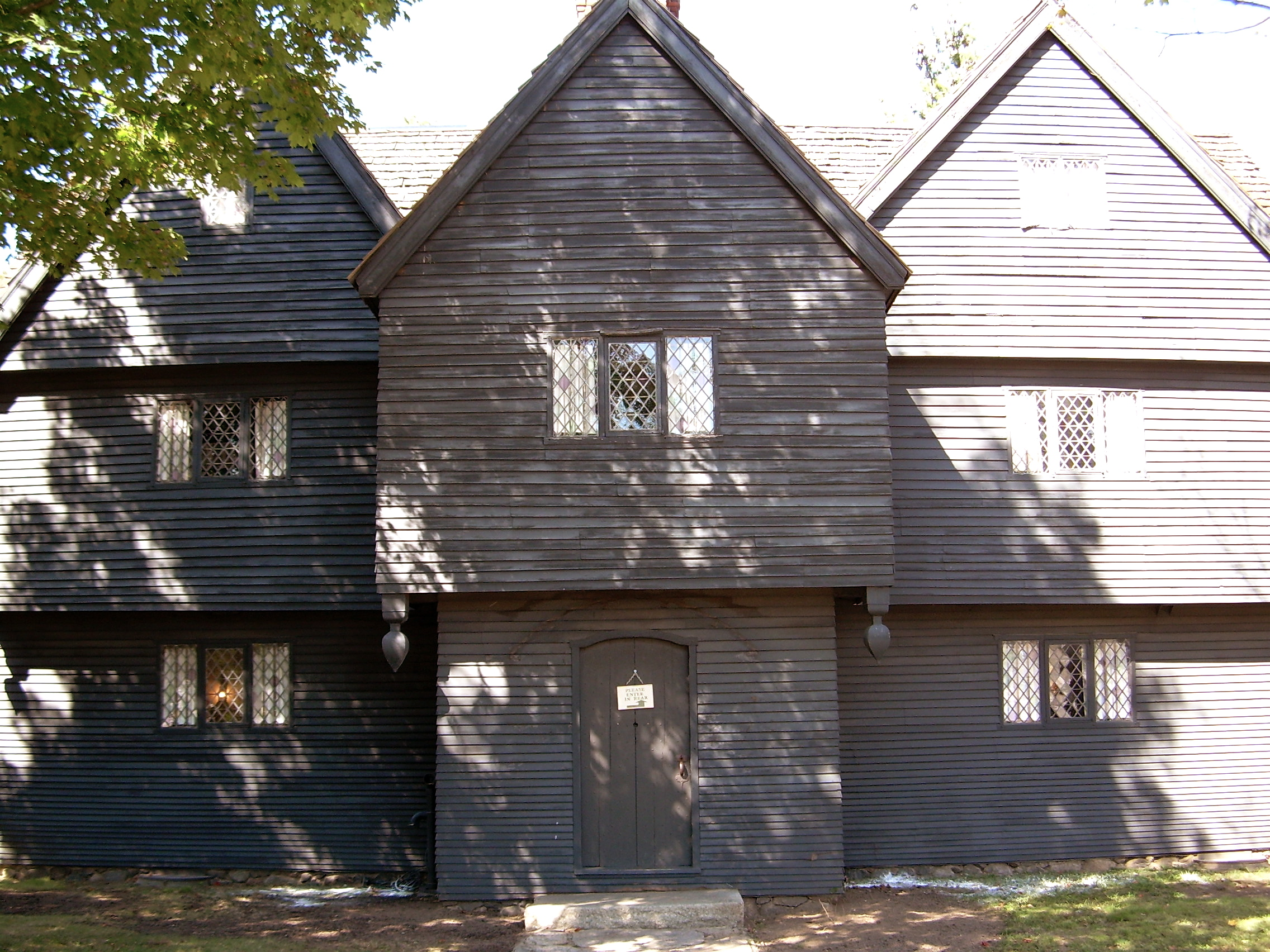
Casa del juez Corwin, Salem, Massachusetts, construida en 1660, primer periodo inglés.

La arquitectura colonial de Estados Unidos engloba varios estilos de diseño en construcciones asociados con el periodo colonial de los Estados Unidos, incluyendo el primer periodo inglés (medievo tardío), estilo colonial francés, colonial español, holandés, colonial alemán y colonial georgiano. Estos estilos son identificados en casas, iglesias y edificios gubernamentales en el periodo de 1600 a 1850.

## Primer periodo inglés (medievo tardío)
Fue desarrollado en dos asentamientos ingleses tempranos en Jamestown, Virginia en 1607 y Plymouth, Massachusetts en 1620 y posteriormente en las otras colonias británicas a lo largo de la costa este.
Es común que estas construcciones incluyan detalles medievales como techos empinados, ventanas pequeñas (normalmente dada la escasez de vidrio en las colonias), ornamentación minimalista y una gran chimenea central.

## Estilo colonial francés

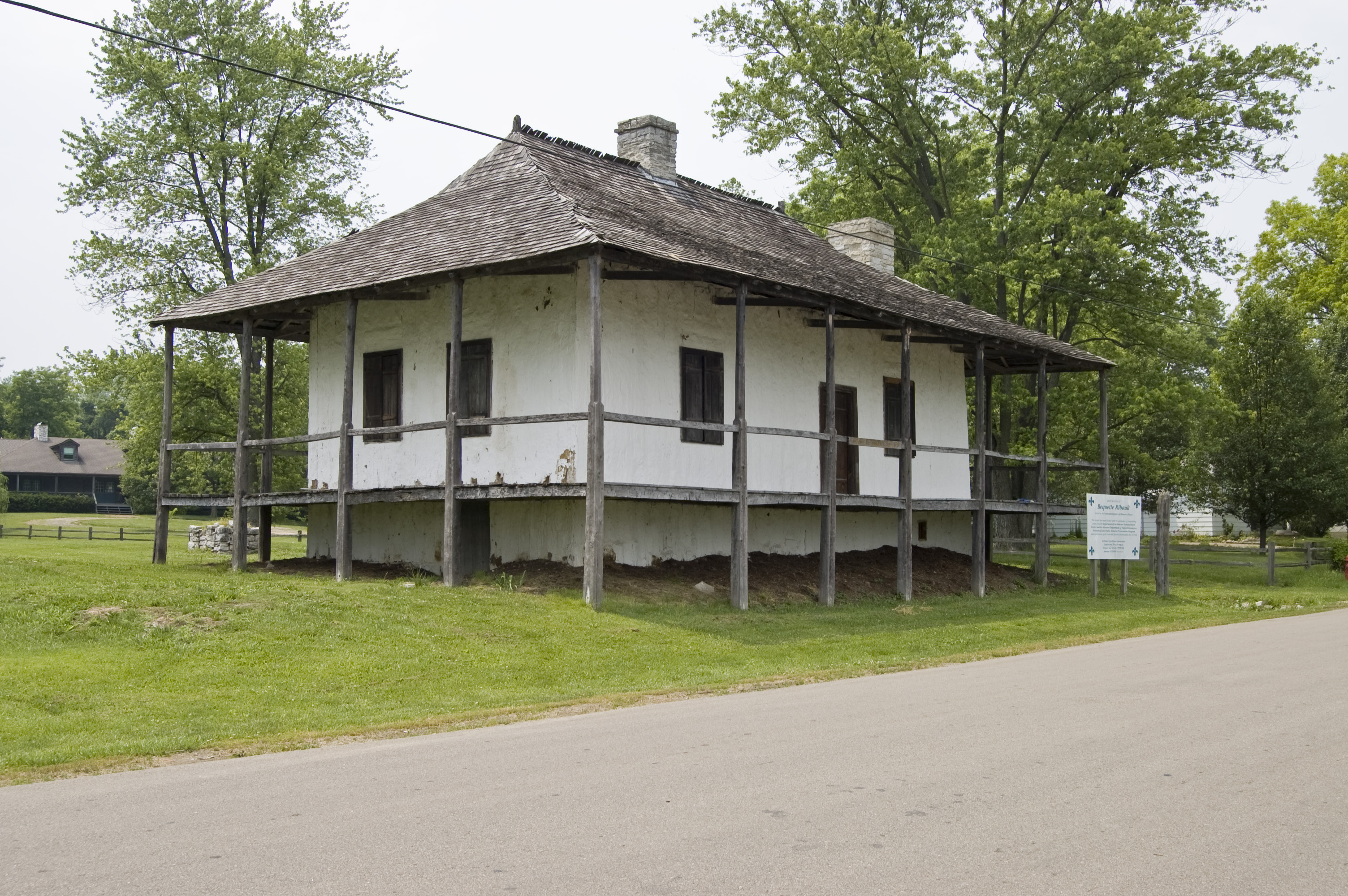
La casa Bequette-Ribault en Ste. Geneviève, Misuri, construida en 1778, periodo colonial francés.

Floreció en las áreas de asentamiento francés empezando con la instauración de Quebec en 1608 y Nueva Orleans en 1718, así como a lo largo del valle del río Misisipi hasta Misuri.
La típica casa de la temprana época colonial francesa en la región del valle del río Misisipi era la "poteaux-en-terre" (poste enterrado), construida con series de postes de cedro pesados y rectos empotrados verticalmente en el suelo. Estas casas básicas ofrecían techos a dos aguas y eran rodeadas de porches (galerías o cobertizos) para soportar el cálido clima de verano.
Para 1770, la casa básica de estilo colonial francés había evolucionado en el estilo "briquette-entre-poteaux" (briqueta entre postes) común en el área histórica de Nueva Orleans y otras partes. Estas casas ofrecían puertas de lama, techos acampanados, buhardillas y contraventanas (postigo de ventana).
Alrededor de 1825, en áreas propensas a inundaciones, se desarrolló la "casa de campo elevada" con casas que eran construidas encima de elevados muros de ladrillo, usualmente de 2,4 m de alto como protección contra las inundaciones. En tiempos de sequía, el sótano permanecía fresco y era usado para cocinar y para almacenamiento.

## Estilo colonial español

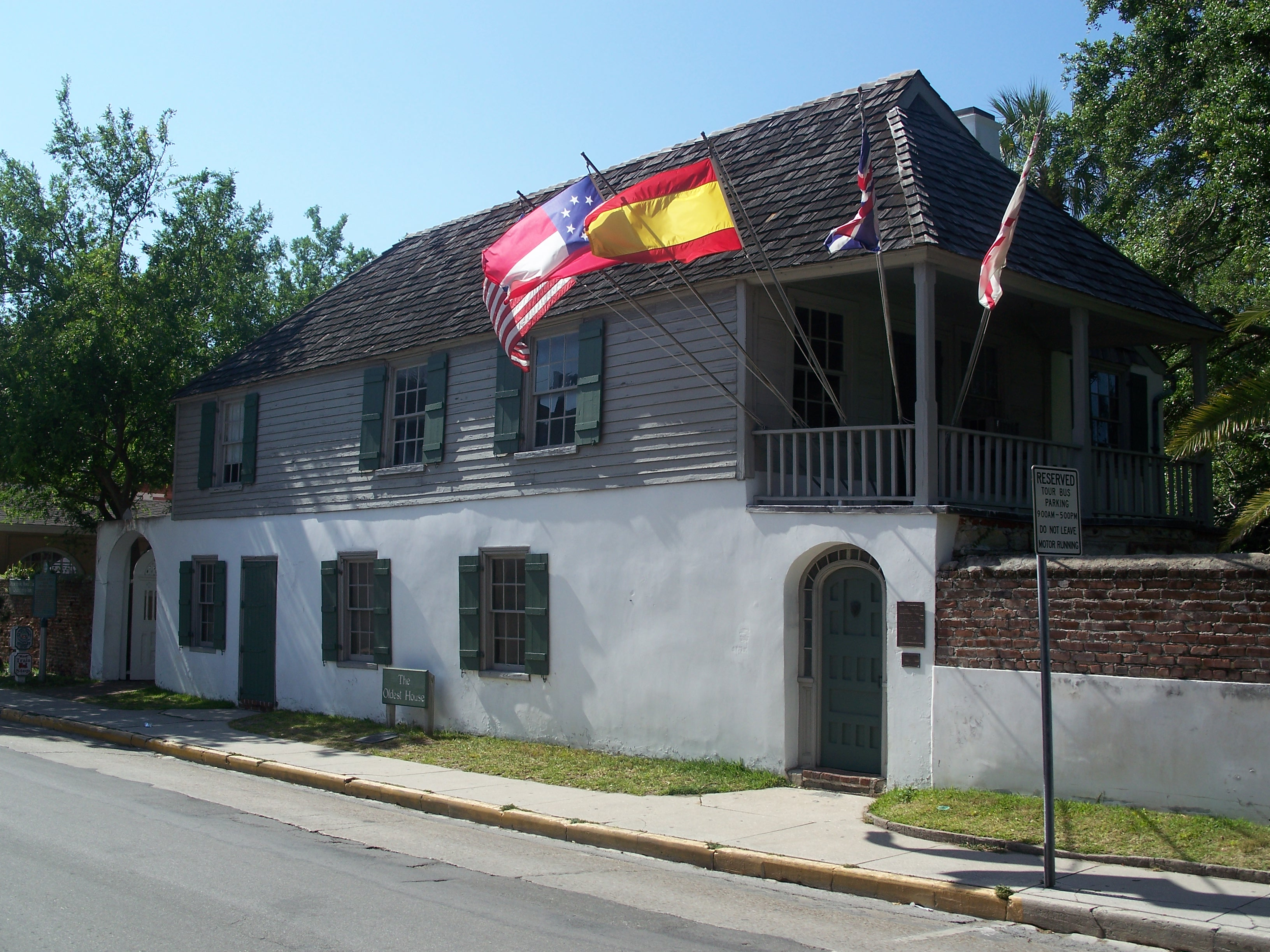
La casa González-Álvarez, San Agustín, Florida, construida en 1723, estilo colonial español.

Desarrollado en los asentamientos españoles tempranos en el Caribe y México, se pueden encontrar los orígenes del estilo colonial español en los Estados Unidos en San Agustín, Florida, la ciudad establecida en EE. UU. más antigua, fundada en 1565. El estilo también se desarrollaría en suroeste de EE. UU. y en California con la instauración de las misiones españolas entre 1769 y 1823.
El tipo de vivienda inicial en la Florida española fue la "casa de tablas", una casa pequeña de un solo cuarto construida de tablas de madera suave aserradas, con techo de quincha generalmente.
Durante los años 1700, las "casas comunes" eran cubiertas con argamasa, y encaladas con un agregado de coraza de ostras. Típicamente de dos pisos, las casas incluían porches refrescantes teniendo en cuenta el clima de Florida.

## Estilo colonial neerlandés

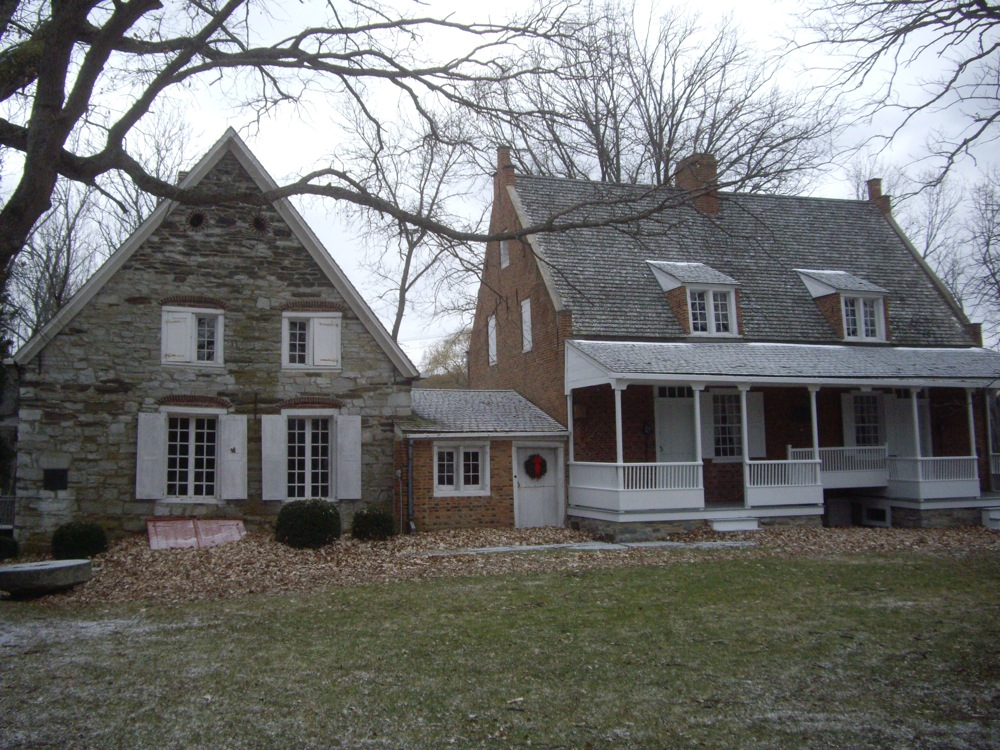
Casa Bronck, Coxsackie, NY, construida en 1663; estilo colonial holandés.

Desarrollado alrededor de 1630 con la llegada de los colonizadores holandeses a Nueva Ámsterdam y al valle del río Hudson en lo que hoy en día es Nueva York. Al inicio los colonos construyeron pequeños chalés de un cuarto con paredes de piedra y techos empinados para dar lugar a un desván en la segunda planta. Para aproximadamente 1670, hogares de dos pisos con hastial eran comunes en Nueva Ámsterdam.
En la zona rural del valle Hudson, la casa de granja holandesa evolucionó en una casa plana y linear con gabletes de filo recto colocados al final de las paredes. Alrededor de 1720, el distintivo techo abuhardillado fue adoptado del estilo inglés, con la adición de salientes al frente y detrás para proteger el barro de argamasa usado en las típicas paredes y cimientos de piedra.

## Estilo colonial alemán

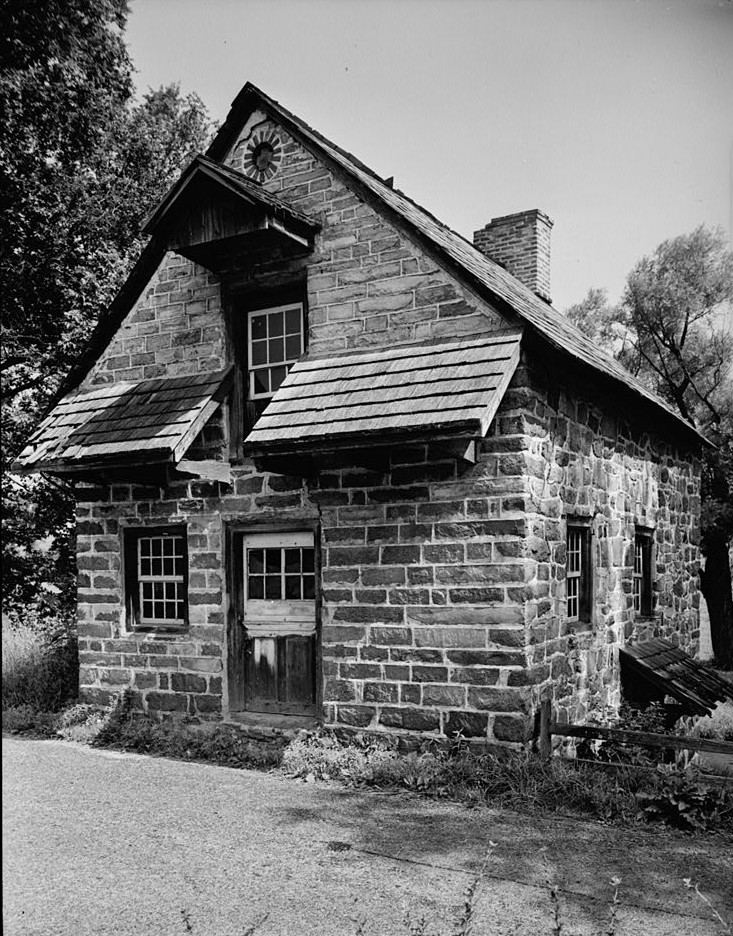
La casa De Turck, Oley, Pensilvania, construida en 1767, estilo colonial alemán.

Desarrollado aproximadamente después de 1675, cuando el área del valle del río Delaware (Pensilvania, Nueva Jersey, Delaware) de Estados Unidos fue colonizado por inmigrantes de Suecia, Finlandia, Escocia, Irlanda, Alemania y algunas otras naciones europeas. Los primeros colonizadores de esta región adoptaron el estilo de construcción "de media viga" popular en Europa en esa época, el cual tenía un marco de vigas abrazadas rellenado con mampostería (ladrillo o piedra). No obstante, los colonos modificaron el método para incluir un primer piso de piedra, un segundo piso y un sistema de techo de vigas o troncos. Eventualmente, la piedra se convirtió en el material predilecto para construir la totalidad de los hogares, a medida que crecían de chalés de un cuarto a casas de granja grandes.
La "casa banco" fue un tipo de casa popular durante este periodo, típicamente construidas dentro de una colina para obtener protección durante el frío invierno y el caluroso verano de la región.
La "casa campestre" de dos plantas también fue común alrededor de Pensilvania durante esta época.

## Estilo colonial georgiano

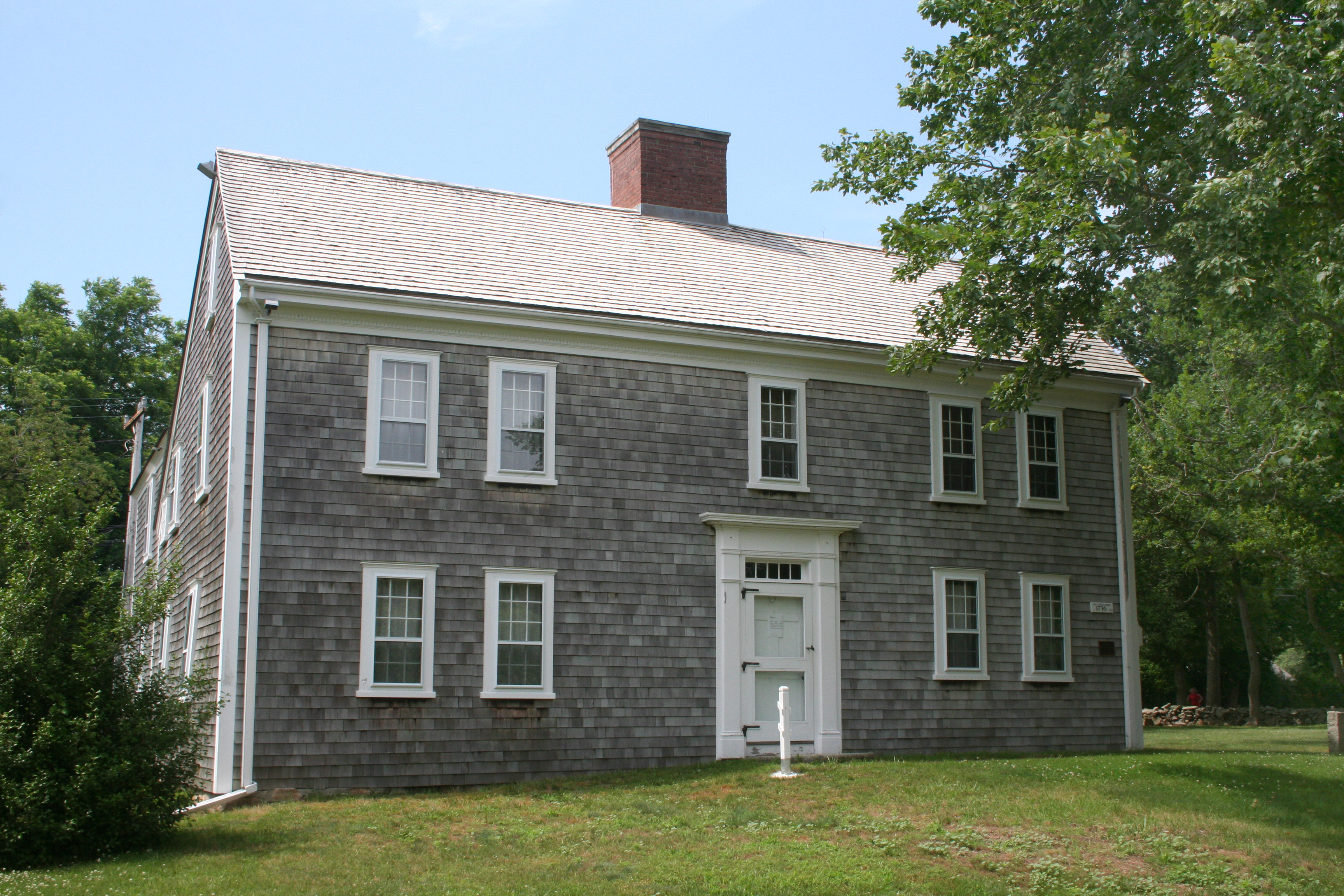
La casa Josiah Dennis, en Dennis, Massachusetts, construida en 1735, estilo colonial georgiano.

Se desarrolló en las regiones Atlántica central y de Nueva Inglaterra entre 1720 y 1780. Las características que definen la arquitectura de Georgia son sus formas cuadradas y simétricas, puertas centrales y las líneas rectas de las ventanas en el primer y segundo piso. Es común encontrar una corona decorativa sobre la puerta y columnas aplanadas a cada lado de la misma. La puerta lleva a una entrada con escalera alineados a lo largo del centro de la casa. Todos los cuartos surgen como ramificación de estos. Las construcciones georgianas a las costumbres inglesas, eran idealmente, de ladrillo con adorno de madera, columnas de madera y entablados pintados de blanco. En los Estados Unidos, se pueden encontrar ambas, construcciones de ladrillo y construcciones de madera y listón. Generalmente eran pintados de blanco, aunque a veces se usaba amarillo pálido. Esto las diferenció de la mayoría de las demás estructuras que normalmente no eran pintadas.
Una casa de estilo colonial georgiano normalmente tiene un cuarto de estar (como se definía antiguamente), comedor y algunas veces un "cuarto familiar". Los dormitorios normalmente se encuentran en la planta alta. También tienen una o dos chimeneas que pueden llegar a ser bastante grandes.